# Comercial Mexicana
Controladora Comercial Mexicana est une entreprise mexicaine de distribution fondée en 1930 opérant sous le format d'hypermarchés semblables à ceux de Carrefour ou Wal Mart.